# جيون يوبين
جيون يو بين (مواليد 26 يوليو سنة 1989)؛ هي ممثلة كورية جنوبية، برزت عقب أدائها الرائع في فيلم «بعد موتي» (2018) الذي حازت من خلاله على جائزة ممثلة العام في مهرجان بوسان السينمائي الدولي الثاني والعشرين وجائزة النجم المستقل في مهرجان سيول السينمائي المستقل سنة 2017، كما لقبتها وسائل الإعلام ومرتادي السينما بـِ«فريكي نيو كامر» وأشيد بها كأكثر ممثلة واعدة إنطلقت مسيرتها خلال السنوات القليلة الماضية في كوريا الجنوبية.

## المسيرة المهنية
كانت تجربة جيون الأولى مع التمثيل عندما درست الترفيه الإذاعي في جامعة دونغوك النسائية وبعد خمس سنوات فقط، بدأت تفكّر في إمتهان التمثيل، في يوم من الأيام، لمحتها الممثلة والمخرجة مون سوري في مقطع دعائي لمهرجان سيول السينمائي النسائي وتواصلت معها حول شريطها القصير لسنة 2015 بعنوان أفضل مخرج.
ظهرت جيون للمرة الأولى ولعبت دور ثنائي في فيلم الخائن (2015) المندرج ضمن الدراما التاريخية.سنة 2017، لعبت جيون دور صحفية متخفية تتقصى طائفة دينية في السلسلة التلفزيونية المثيرة أنقذني وبرزت عقب أدائها الرائع في فيلم «بعد موتي» (2018) الذي حازت من خلاله على جائزة ممثلة العام في مهرجان بوسان السينمائي الدولي الثاني والعشرين وجائزة النجم المستقل في مهرجان سيول السينمائي المستقل سنة 2017.

## اعمالها

### أفلام
- بيت العنكبوت (2023)

### مسلسلات تلفزيونية
| عام  | عنوان          | الدور         | الشبكة      | ملاحظة   | المراجع |
| ---- | -------------- | ------------- | ----------- | -------- | ------- |
| 2017 | أنقذني         | هونغ سو رين   | أو سي إن    |          |         |
| 2018 | مباشرة         | يونغ جاي      | تي في إن    | ظهور خاص |         |
| 2019 | كوني ميلودراما | لي ايون جونغ  | جي تي بي سي |          |         |
| 2021 | فينسينزو       | هونغ تشا يونغ | تي بي إن    |          |         |
| 2025 | فيلمنا         | دا اوم        | اس بي اس    |          | [ 4 ]   |

### سلسلة ويب
| عام  | عنوان        | الشبكة  | الدور                    | مراجع |
| ---- | ------------ | ------- | ------------------------ | ----- |
| 2022 | خلل          | نتفليكس | هونغ جي هيو              | [ 5 ] |
| 2022 | زمانك يناديك | نتفليكس | هان جون هي / كوون مين جو | [ 6 ] |

## روابط خارجية
جيون يوبين على موقع IMDb (الإنجليزية)
- جيون يوبين على موقع روتن توميتوز (الإنجليزية)
- جيون يوبين على موقع ألو سيني (الفرنسية)
- جيون يوبين على موقع أول موفي (الإنجليزية)
- جيون يوبين على موقع قاعدة بيانات الفيلم (الإنجليزية)
- جيون يوبين على موقع ليتربوكسد (الإنجليزية)
- جيون يوبين على موقع كينوبويسك (الروسية)